# Michael Færk Christensen
Michael Færk Christensen (* 14. Februar 1986 in Hobro) ist ein ehemaliger dänischer Radrennfahrer.

## Sportliche Laufbahn
2003 wurde Michael Færk Christensen dänischer Junioren-Meister in der Mannschaftsverfolgung, 2006 gewann er gemeinsam mit Martin Mortensen und Christian Knørr das Mannschaftszeitfahren auf der Straße. 2007 siegte er bei der U23-Austragung des Chrono des Herbiers. In der Folge gehörte er zu dem dänischen Bahn-Vierer, der von dem deutschen Trainer Heiko Salzwedel gezielt auf die Olympischen Spiele 2008 in Peking vorbereitet wurde.
Im Frühjahr 2008 wurde der dänische Vierer mit Casper Jørgensen, Jens-Erik Madsen und  Alex Rasmussen Vize-Weltmeister in der Mannschaftsverfolgung, im August des Jahres errang die Mannschaft (Michael Færk Christensen, Michael Mørkøv, Casper Jørgensen, Jens-Erik Madsen und Alex Rasmussen) bei den Olympischen Spielen die Silbermedaille. Im selben Jahr wurde Christensen dänischer U23-Meister im Einzelzeitfahren auf der Straße. Daraufhin wurde der Vierer in Dänemark zu den Radsportlern des Jahres gewählt. 2009 wurde der dänische Vierer aus Casper Jørgensen, Jens-Erik Madsen, Alex Rasmussen und Michael Mørkøv Weltmeister.
2010 beendete Færk Christensen seine Radsportlaufbahn, im September des Jahres bestritt er sein letztes Rennen.

## Erfolge

### Bahn
2003
- Dänischer Junioren-Meister – Mannschaftsverfolgung (mit Casper Jørgensen, Christian Knørr, Bo Strand Olsen und Kim Nielsen)

2008
- Olympische Spiele – Mannschaftsverfolgung (mit Michael Mørkøv, Casper Jørgensen, Jens-Erik Madsen und Alex Rasmussen)
- Weltmeisterschaft – Mannschaftsverfolgung (mit Casper Jørgensen, Jens-Erik Madsen und  Alex Rasmussen)

2009
- Weltmeister – Mannschaftsverfolgung (mit Casper Jørgensen, Jens-Erik Madsen, Alex Rasmussen und Michael Mørkøv)

### Straße
2006
- Dänischer Meister – Mannschaftszeitfahren (mit Martin Mortensen und Christian Knørr)

2007
- Chrono des Herbiers (U23)

2008
- Dänischer U23-Meister – Einzelzeitfahren

## Teams
- 2008 Glud & Marstrand Horsens
- 2009 Glud & Marstrand Horsens
- 2010 Designa Køkken-Blue Water